# Pascal Affi N'Guessan
Pascal Affi N'Guessan (Bouadikro, 1953) è un politico ivoriano.
È stato Primo ministro della Costa d'Avorio dall'ottobre 2000 al febbraio 2003.

## Biografia
Nell'ottobre 2021, Thingse annuncia la sua candidatura per le elezioni presidenziali del 2025.